# Asplenium insolitum
Asplenium insolitum är en svartbräkenväxtart som beskrevs av Alan Reid Smith. Asplenium insolitum ingår i släktet Asplenium och familjen Aspleniaceae. Inga underarter finns listade.